# Umweltmediation
Umweltmediation/Mediation im öffentlichen Bereich ist eine Form der Mediation.
Typischerweise geht es im Umweltrecht um den Konflikt zwischen privaten und öffentlichen Interessen sowie um Konflikte zwischen mehreren öffentlichen wie auch zwischen privaten Interessen. Man nennt die Umweltmediation daher auch treffender „Mediation im öffentlichen Bereich“ – Im Spannungsfeld zwischen Umwelt, Politik, Wirtschaft und Sozialem. Häufig tritt die Behörde gewissermaßen als Sachwalter des Gemeinwohls bzw. für die öffentlichen Interessen auf, die sie von Amts wegen wahrzunehmen hat. Allerdings dient die Mediation in diesem Zusammenhang nicht der Akzeptanzbeschaffung für behördlich geplante Projekte.
Umweltmediation ist ein freiwilliges, klar strukturiertes Verfahren, bei dem alle von einem umweltrelevanten Projekt Betroffenen nach einer gemeinsamen, dauerhaften Lösung suchen. Unterstützt werden diese natürlichen bzw. juristischen Personen dabei von professionellen, allparteilichen Mediatoren. Die Entscheidungskompetenz aber bleibt bei Politik und Verwaltung.
Als Instrument der Konfliktlösung und der Partizipation eignet sich Umweltmediation insbesondere zur Anwendung bei Projekten im Infrastrukturbereich (z. B. Straßenbau, Bahn- und Flughafenausbau), bei der Erweiterung und Errichtung von Betriebsanlagen sowie bei Raumordnungsaufgaben (Ortsplatzgestaltung). Die Umweltmediation kann in Gemeinden und Städten, auf regionaler und überregionaler Ebene eingesetzt werden.
Mögliche Anwendungsbereiche sind also:
- Erweiterung oder Neubau von Betriebsanlagen, z. B. im Bereich Holzindustrie, Bergbau, Energieerzeugung, Abfallwirtschaft
- Infrastrukturvorhaben (Ausbau/Neubau einer Straße, Bahnstrecken, Flughafen; Energiewirtschaft; Tourismus- und Freizeitanlagen; Telekommunikationsbauten, insbes. Mobilfunk-Sendeanlagen)
- Planungen und Konzepte, z. B. Flächenwidmungspläne, räumliche Entwicklungskonzepte, regionale Abfallwirtschaft (Standortentscheidung für Behandlungsanlagen)